# Cordobís
Cordobís es un cultivar de higuera de tipo higo común Ficus carica, unífera (con una sola cosecha por temporada, los higos de otoño), de higos de epidermis con color de fondo verde amarillento con sobre color amarillo claro verdoso. Se cultiva principalmente en las comarcas de La Vera, y en la Sierra de Valle del Jerte en Extremadura.

## Sinonimia
- „sin sinónimos“,[5][6][7]

## Historia
Nuestra higuera Ficus carica, procede de Oriente Medio y sus frutos formaron parte de la dieta de nuestros más lejanos antepasados. Se cree que fueron fenicios y griegos los que difundieron su cultivo por toda la cuenca del mar Mediterráneo. Es un árbol muy resistente a la sequía, muy poco exigente en suelos y en labores en general.
Los higos secos son muy apreciados desde antiguo por sus propiedades energéticas, además de ser muy agradables al paladar por su sabor dulce y por su alto contenido en fibra; son muy digestivos al ser ricos en cradina, sustancia que resulta ser un excelente tónico para personas que realizan esfuerzos físicos e intelectuales.
España se ha consolidado en los últimos años como el mayor productor de higos de la Unión Europea y el noveno a nivel mundial, según los datos de "FAOSTAT" (Estadísticas de la FAO) del 2012 que recoge un reciente estudio elaborado por investigadores del « “Centro de Investigación Finca La Orden- Valdesequera” ».

## Características
La higuera 'Cordobís' es una variedad unífera de tipo higo común. Árbol de mediano desarrollo, follaje denso, hojas trilobuladas con pentalobuladas. 'Cordobís' es de producción media de higos.
Los higos 'Cordobís' son higos redondeados en forma esférica de tamaño pequeño de unos 18 gramos en promedio, no maduran bien y en consecuencia la pulpa es poco jugosa, de epidermis elástica color de fondo verde amarillento con sobre color amarillo claro verdoso. Con un ºBrix (grado de azúcar) de 24 de sabor dulce, con firmeza media y resistente, con color de la pulpa púrpura claro con numerosos aquenios. De una calidad mediana en su valoración organoléptica, son de un inicio de maduración desde la primera decena de agosto hasta finales de septiembre, siendo el periodo de máxima producción a mediados de agosto, los higos se desprenden fácilmente.

## Cultivo y usos
'Cordobís', es una variedad de higo que además de su uso en alimentación humana en seco, también se ha cultivado en Extremadura tradicionalmente para alimentación del ganado porcino.
Se está tratando de estudiar y mejorar sus cualidades, así como de extender su cultivo de ejemplares cultivados en la finca experimental de cultivos hortofrutícolas Cicytex-Finca La Orden propiedad de la Junta de Extremadura.